# 루도비코 디 사보이아 공작
루도비코 디 사보이아(이탈리아어: Ludovico di Savoia, 1413년 2월 24일 - 1465년 1월 29일) 또는 루이 1세 드 사부아(프랑스어: Louis Ier de Savoie)는 1440년부터 그가 사망하던 1465년까지 사보이아 공국을 다스리던 공작이다.

## 생애
그는 제네바에서 대립교황 펠릭스 5세와 부르고뉴의 마리의 아들로 태어났으며, 피에몬테 대공이라는 작위를 최초로 가졌다. 1433년 11월 1일(또는 1434년 2월 12일), 샹베리에서 그는 키프로스 왕국과 이미 사라진 예루살렘 왕국의 후계자인 안 드 뤼지냥과 혼인하였다(키프로스의 자뉘의 딸이자 그녀의 조카딸인 키프로스의 샬롯이 그녀보다 오래살면서, 그녀는 인생 내내 두 번째 계승 서열이였다). 루도비코의 가정은 스위스 보주에 있는 알라망성에서 보 백작으로서 거주했고, 루도비코는 암브로시아 공화국이 들어서던 때에 밀라노 공국을 정복하려 했으나 실패하였다.
1453년에 그는 마가렛 드 샤르니에게서 토리노의 수의를 받았다. 수의는 이탈리아 왕국이 끝나는 1946년까지 사보이아 가문에서 소유했었다가 1983년에 바티칸으로 넘겨주었다. 루도비코는 프랑스에서 돌아오던 도중 1465년 리옹에서 사망했다.
| 전임 아마데우스 8세 | 사보이아 공작 1440년 - 1465년 | 후임 아메데오 9세 |